# 福岡高速4号粕屋線

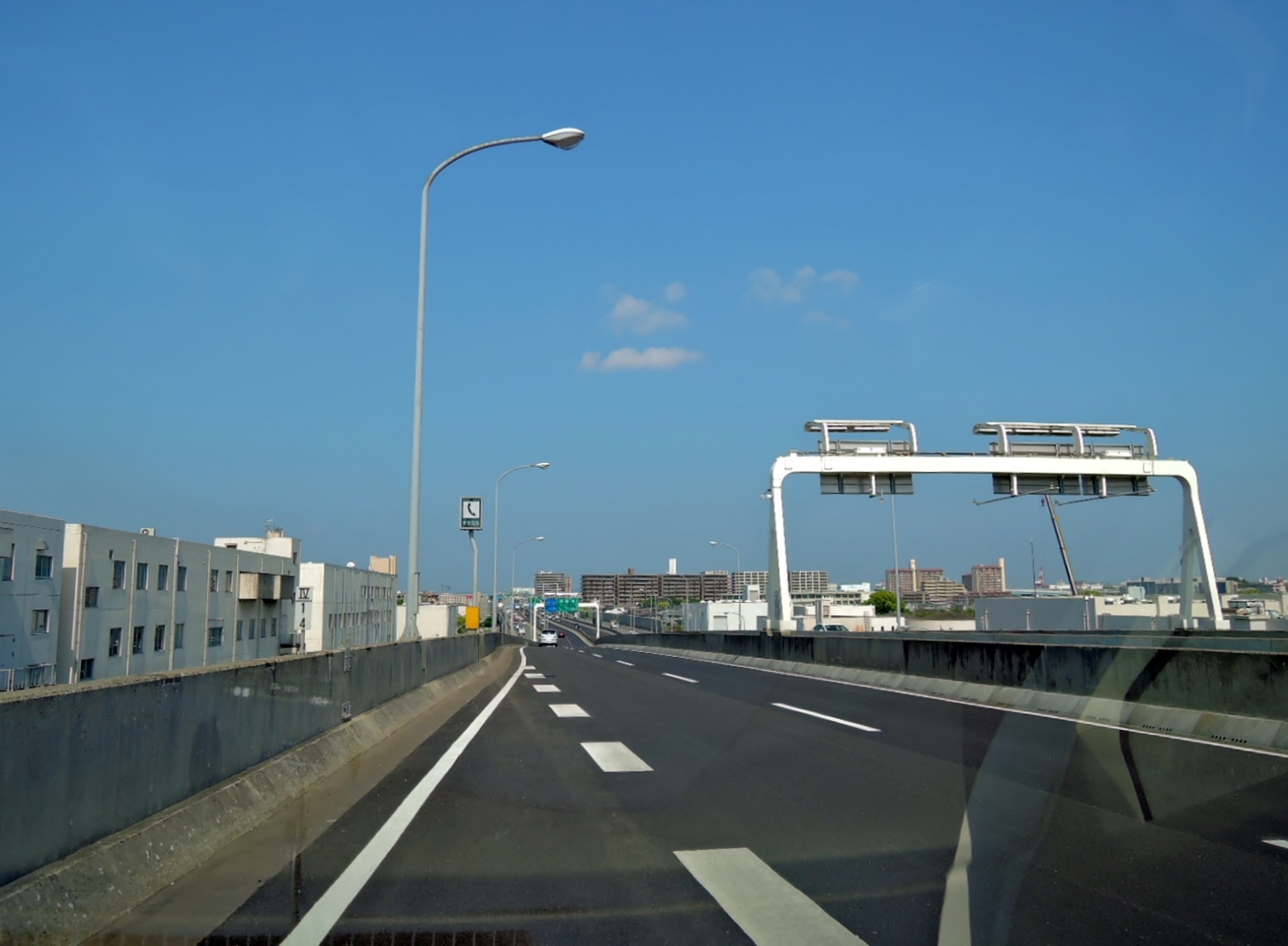
福岡高速道路４号粕屋線、松島入口付近で、粕屋方面から貝塚方面に向かって撮影

福岡高速4号粕屋線（ふくおかこうそく4ごうかすやせん、Route 4 Kasuya Line）は、福岡市東区の貝塚JCTから福岡市東区と糟屋郡粕屋町にまたがる福岡IC出入口へ至る福岡高速道路の路線である。

## 概要
路線としての「福岡高速4号線」の概要は以下の通りである。
- 区間: 福岡市東区箱崎ふ頭三丁目 - 福岡市東区蒲田三丁目
- 延長: 6.9km
- 事業費: 888億円（単価: 129億円/km）
- 幅員: 17.50m
- 工期: 1991年 - 2007年

九州自動車道福岡ICと福岡市中心部を直結する路線であり、起点側の一部を除く大半の区間が国道201号（旧・福岡東バイパス）の高架部に建設されている。本線（出入口部等除く通常時）は全線60km/h規制であったが、2017年2月27日より一部区間の最高速度が80km/hに変更された。
全線が  アジアハイウェイ1号線の一部となっている。

## 路線番号
4

## 接続高速道路
- 福岡高速1号香椎線（貝塚JCTで接続）
- E3 九州自動車道（福岡ICで接続）

## 出入口など
- 多の津出入口・粕屋出入口については並行する国道201号と接続している。

| 出入口番号 | 施設名       | 接続路線名       | 起点から (km) | 備考                    | 所在地        |
| ---------- | ------------ | ---------------- | ------------- | ----------------------- | ------------- |
| -          | 貝塚JCT      | 1号香椎線        | 0.0           |                         | 福岡市 東区   |
| 401        | 貝塚出入口   | 箱崎ふ頭方面     | 0.9           | 福岡I.C・粕屋方面出入口 | 福岡市 東区   |
| 402        | 松島出入口   |                  | 1.9           | 貝塚方面出入口          | 福岡市 東区   |
| 403        | 多の津出入口 | 流通センター方面 | 3.1           | 貝塚方面出入口          | 福岡市 東区   |
| 404        | 粕屋出入口   | 篠栗・飯塚方面   | 5.0           | 貝塚方面出入口          |               |
| 404        | 粕屋出入口   | 篠栗・飯塚方面   | 5.0           | 貝塚方面出入口          | 糟屋郡 粕屋町 |
| -          | 福岡IC       | E3九州自動車道   | 6.9           | 一般道との出入り不可    |               |
| -          | 福岡IC       | E3九州自動車道   | 6.9           | 一般道との出入り不可    | 福岡市 東区   |

## 歴史
- 1982年（昭和57年）3月27日 : 福岡高速道路の1次供用区間の一つとして貝塚出口供用開始。この時点では貝塚JCTは1号線貝塚出口のランプの一部であった[3]。
- 1983年（昭和58年）6月30日 : 貝塚入口供用開始[3]。
- 1999年（平成11年）3月27日 : 9次供用区間の一つとして、貝塚JCT - 粕屋間供用開始[4][3]。
- 2000年（平成12年）11月21日 : 10次供用区間として、貝塚JCT渡り線（1号線香椎方面-4号線）供用開始[3]。
- 2002年（平成14年）3月10日 : 12次供用区間として粕屋 - 福岡IC間供用開始、全線開通[4]。九州自動車道と直結。
- 2012年（平成24年）7月21日 : 福重JCTにおいて1号線と5号線の接続部分が開通し、環状路線が完成するのと同時に通称名が付与された。 通称名・区間は下記の通り。案内標識はすべて通称名のものに置き換えられた。
- 2017年（平成29年）2月27日 : 安全施設の整備などで道路環境が改善されたことを受けて、福岡IC - 貝塚JCT間の規制速度を、実態に近づける方向に見直しを行い、最高速度が60km/hから80km/hに緩和された。

## 交通量
24時間交通量（台）　道路交通センサス
| 区間                      | 平成17（2005）年度 | 平成22（2010）年度 | 平成27（2015）年度 |
| ------------------------- | ------------------ | ------------------ | ------------------ |
| 貝塚JCT - 貝塚出入口      | 33,296             | 37,774             | 40,055             |
| 貝塚出入口 - 松島出入口   | 33,296             | 37,774             | 40,055             |
| 松島出入口 - 多の津出入口 | 33,296             | 37,774             | 37,140             |
| 多の津出入口 - 粕屋出入口 | 33,296             | 37,774             | 34,099             |
| 粕屋出入口 - 福岡IC       | 14,439             | 18,592             | 20,015             |

（出典：「平成22年度道路交通センサス」・「平成27年度全国道路・街路交通情勢調査」（国土交通省ホームページ）より一部データを抜粋して作成）
- 令和2年度に実施予定だった交通量調査は、新型コロナウイルスの影響で延期された[5]。

## 参考資料
- 福岡北九州高速道路公社『ふくきたネットワーク』（PDF）（レポート）2012年7月。2013年6月5日閲覧。
- 福岡北九州高速道路公社40年史編集委員会, ed (2012-12) (PDF). 福岡北九州高速道路公社40年史 2013年6月5日閲覧。